# Казахская Советская Социалистическая Республика
Каза́хская Сове́тская Социалисти́ческая Респу́блика (каз. Қазақ Советтік Социалистік Республикасы / Qazaq Sovettık Sotsialistık Respublikasy; также Казахская ССР, КазССР, каз. ҚазССР) — союзная республика, входившая в состав СССР.
В настоящее время — независимое государство Республика Казахстан.

## Общие сведения
В составе СССР Казахская ССР была второй по площади (2717,3 тыс. км²) республикой после РСФСР. Столица — г. Алма-Ата.

## История Казахской ССР

Казахская ССР в 1959 году

Историческими предшественницами Казахской ССР была череда советских автономных образований в составе Российской СФСР. 10 июля 1919 года был образован Киргизский край, на основе которого 26 августа 1920 года была образована Киргизская АССР со столицей в Оренбурге. В результате национально-государственного размежевания Средней Азии в 1924—1925 годах практически все территории, на которых преобладало казахское население, за исключением Ташкентской области, были соединены в составе единой казахской автономии, а в феврале 1925 года Оренбургская область была выведена из состава Киргизской АССР и передана в непосредственное подчинение РСФСР. Декретом ВЦИК от 15 июня 1925 г. Киргизская АССР была переименована в Казакскую АССР, 17 июля 1925 года столицей стал город Кзыл-Орда. В 1929 столицу перенесли в Алма-Ату. 20 июля 1930 года из состава Казакской АССР в непосредственное подчинение РСФСР была передана Кара-Калпакская автономная область (в 1936 году переданная в состав Узбекской ССР). 5 февраля 1936 года Казакская АССР была переименована в Казахскую АССР.
5 декабря 1936 года из состава Российской СФСР была выведена Казахская АССР и ей был придан статус союзной республики под названием Казахская ССР.
24 апреля 1990 года Верховный Совет Казахской ССР (высший орган власти в республике) учредил должность президента Казахской ССР, приняв Закон «Об учреждении поста Президента Казахской ССР и внесении изменений и дополнений в конституцию Казахской ССР». В этот же день Верховный Совет избрал президентом республики первого секретаря ЦК Компартии Казахской ССР Нурсултана Назарбаева. 25 октября 1990 года Верховный Совет Казахской ССР принял Декларацию о государственном суверенитете республики.
17 марта 1991 года на Всесоюзном референдуме о сохранении СССР абсолютное большинство проголосовавших жителей Казахской ССР (94,1 %) поддержало сохранение Союза ССР.
1 декабря 1991 года состоялись первые всенародные выборы президента республики. 10 декабря название республики «Казахская Советская Социалистическая Республика» было изменено на «Республика Казахстан» в связи с распадом СССР. Однако наименование «Казахская Советская Социалистическая Республика» в действующей на тот момент конституции 1978 года сохранялось вплоть до принятия Конституции Республики Казахстан 28 января 1993 года.13 декабря 1991 года главы центрально азиатских (включая Казахстан) собрались в г. Ашхабад, по итогу собрание главы стран выразили согласие вступить в СНГ. 16 декабря 1991 года Казахстан последним из союзных республик объявил о своей независимости. Так как в Казахской ССР не проводился референдум о выходе из состава Союза ССР и для республики не был установлен переходный период для рассмотрения всех спорных вопросов, с формальной точки зрения данный акт противоречил закону СССР от 3 апреля 1990 года «О порядке решения вопросов, связанных с выходом союзной республики из состава СССР». 21 декабря Президент Казахстана Н. Назарбаев подписал алма-атинский протокол к беловежскому соглашению о прекращении существования СССР и Алма-Атинскую декларацию о целях и принципах СНГ. 23 декабря Верховный Совет Республики Казахстан ратифицировал Беловежское соглашение вместе с протоколом.
28 января 1993 года Верховным Советом принята Конституция Республики Казахстан. Согласно переходным положениям было прекращено действие Конституции (Основного Закона) Казахской ССР 1978 года за исключением ст. 98, 100, 104, 105, 110 и 113, которые в свою очередь перестали действовать 10 декабря 1993 года, когда досрочно прекратились полномочия Верховного Совета Казахской ССР — Республики Казахстан 12 созыва.

## Руководство Казахской ССР
Высшее руководство с момента её образования и до провозглашения независимости осуществляла Коммунистическая партия Казахстана в составе КПСС.

### Первые секретари ЦК КП Казахстана
- Первые секретари ЦК КП Казахстана

Во время перестройки первый секретарь ЦК Компартии Казахстана Нурсултан Назарбаев был избран председателем Верховного совета Казахской ССР, а 24 апреля 1990 года из ст. 6 Конституции Казахской ССР было исключено положение о руководящей роли компартии. Таким образом, Н. Назарбаев являлся руководителем Казахской ССР:
- 22 июня 1989 — 22 февраля 1990 г. как первый секретарь ЦК Компартии Казахстана;
- 22 февраля 1990 — 24 апреля 1990 г. как первый секретарь ЦК Компартии Казахстана — председатель Верховного Совета Казахской ССР;
- 24 апреля 1990 — 16 декабря 1991 г. как президент Казахской ССР.

### ПредседателиЦентрального исполнительного комитета Казахской ССР
С момента образования казахской автономии в составе Российской СФСР (именовалась Киргизская АССР (1920—1925), Казакская АССР (1925-февраль 1936 года), Казахская АССР (февраль-декабрь 1936 года)) формальными высшими руководителями её являлись председатели Центрального исполнительного комитета. По своей сути эта должность соответствовала введённой после неё должности председателя Президиума Верховного совета, которая была введена в результате принятия новой конституции СССР 5 декабря 1936 года. Однако как в СССР, так и в Казахской ССР вплоть до 1938 года (формирования нового состава верховных советов) продолжали функционировать прежние органы власти. В Казахской ССР передача полномочий новому органу власти произошла 15 июля 1938 года.
- Кулумбетов Узакбай Джельдербаевич (11 октября 1933 — 22 июня 1937 года)
- Салвафека Исмаил — исполняющий обязанности (22 июня — 7 июля 1937 года)
- Джангильдин Алиби Тогжанович — исполняющий обязанности (7 июня 1937 года — 28 октября 1937 года)
- Умурзаков Нурбапа (28 октября 1937 года — 15 июля 1938 года)

### Председатели Президиума Верховного Совета Казахской ССР
Высшим законодательным органом Казахской ССР был однопалатный Верховный Совет, депутаты которого, после обязательного одобрения руководством Компартии Казахстана, избирались на безальтернативной основе на 4 года (с 1979 года — на 5 лет). Верховный Совет не был постоянно действующим органом, его депутаты собирались на сессии продолжительностью в несколько дней 2-3 раза в год. Для ведения повседневной административной работы Верховный Совет избирал постоянно действующий Президиум, номинально выполнявший функции коллективного главы республики.
- Казакпаев, Абдисамет (17 июля 1938 — 2 января 1947)
- Лукьянец, Иван Куприянович (3 января 1947 — 20 марта 1947) (и. о.)
- Керимбаев, Даниял Керимбаевич (20 марта 1947 — 23 января 1954)
- Ундасынов, Нуртас Дандибаевич (23 января 1954 — 19 апреля 1955)
- Ташенев, Жумабек Ахметович (19 апреля 1955 — 20 января 1960)
- Карибжанов, Фазиль (20 января 1960 — 25 августа 1960)
- Крюкова, Капитолина Николаевна (25 августа 1960 — 3 января 1961) (и. о.)
- Шарипов, Исагали Шарипович (3 января 1961 — 5 апреля 1965)
- Ниязбеков, Сабир Билялович (5 апреля 1965 — 20 декабря 1978)
- Абдукаримов, Исатай Абдукаримович (20 декабря 1978 — 14 декабря 1979)
- Имашев, Саттар Нурмашевич (14 декабря 1979 — 22 февраля 1984)
- Плотников, Андрей Павлович (22 февраля 1984 — 22 марта 1984) (и. о.)
- Ашимов, Байкен Ашимович (22 марта 1984 — 27 сентября 1985)
- Мукашев, Саламат Мукашевич (27 сентября 1985 — 9 февраля 1988)
- Камалиденов, Закаш Камалиденович (9 февраля 1988 — декабрь 1988)
- Сидорова, Вера Васильевна (декабрь 1988 — 10 марта 1989)(и. о.)
- Сагдиев, Махтай Рамазанович (10 марта 1989 — 22 февраля 1990)

### Председатели Верховного Совета Казахской ССР в 1990—1991 гг.
До февраля 1990 года Председатель Верховного Совета исполнял исключительно обязанности спикера на заседаниях. 22 февраля 1990 года Президиум Верховного совета Казахской ССР был расформирован и его функции переданы Председателю Верховного совета, что сделало его высшим должностным лицом республики. Однако уже 24 апреля 1990 года был введён пост Президента Казахской ССР, после чего функции Председателя Верховного совета вновь ограничились обязанностями спикера.
- Назарбаев, Нурсултан Абишевич (22 февраля 1990 — 24 апреля 1990)
- Асанбаев, Ерик Магзумович (24 апреля 1990 — 16 октября 1991)
- Абдильдин, Серикболсын Абдильдаевич (16 октября — 16 декабря 1991)

### Председатели Совета народных комиссаров Казахской ССР
Совет народных комиссаров Казахстана выполнял функции правительства республики с момента образования казахской автономии в составе Российской СФСР. 5 декабря Казахская АССР приобрела статус союзной республики СССР и была выведена из состава Российской СФСР. При этом ранее созданные республиканские органы исполнительной власти продолжили своё функционирование.
- Исаев, Ураз Джанзакович (апрель 1929 — июнь 1938)
- Тажиев, Ибрагим Таусиевич (июнь 1938 — июль 1938)
- Ундасынов, Нуртас Дандыбаевич (июль 1938 — 15 марта 1946)

15 марта 1946 года Совет народных комиссаров Казахской ССР был заменён Советом министров Казахской ССР.

### Председатели Совета министров Казахской ССР
Верховный Совет образовывал правительство республики — Совет Министров, принимал законы Казахской ССР.
- Ундасынов, Нуртас Дандыбаевич (15 марта 1946 — январь 1954)
- Тайбеков, Елубай Базимович (январь 1954 — 31 марта 1955)
- Кунаев, Динмухамед Ахмедович (31 марта 1955 — 20 января 1960)
- Ташенев, Жумабек Ахметович (20 января 1960 — 6 января 1961)
- Дауленов, Салькен Дауленович (24 января 1961 — 13 сентября 1962)
- Бейсембаев, Масымхан Бейсембаевич (13 сентября 1962 — 26 декабря 1962)
- Кунаев, Динмухамед Ахмедович (26 декабря 1962 — 7 декабря 1964)
- Бейсембаев, Масымхан Бейсембаевич (7 декабря 1964 — 31 марта 1970)
- Ашимов, Байкен Ашимович (31 марта 1970 — 22 марта 1984)
- Назарбаев, Нурсултан Абишевич (22 марта 1984 — 27 июля 1989)
- Караманов, Узакбай Караманович (27 июля 1989 — 16 октября 1991)
- Терещенко, Сергей Александрович (16 октября 1991 — 16 декабря 1991, затем Премьер-министр Республики Казахстан)

Местными органами власти в областях, районах, городах, аулах являлись соответствующие Советы депутатов трудящихся, избираемые населением на два года. В Совете Национальностей Верховного Совета СССР Казахская ССР была представлена 32 депутатами.
- Высший судебный орган — Верховный суд Казахской ССР, избиравшийся Верховным Советом сроком на 5 лет, действовал в составе двух судебных коллегий (по гражданским и уголовным делам) и Пленума. Кроме того, образовывался Президиум Верховного суда. Прокурор Казахской ССР назначался Генеральным прокурором СССР сроком на 5 лет.

## Административное деление
Основы административного деления Казахской ССР были заложены в марте 1932 года с небольшими изменениями в конце 1930-х годов. В дальнейшем относительно серьёзные изменения произошли в начале 1960-х годов, когда из нескольких областей были на короткое время образованы края, и в начале 1970-х годов, когда за счёт разукрупнения нескольких областей были образованы новые области. Часть новообразованных областей была позднее расформирована с восстановлением прежней ситуации.
| №   | регион                                                    | административный центр | дата образования                                                               | площадь, км² | население, чел. (на 1.01.1987) |
| --- | --------------------------------------------------------- | ---------------------- | ------------------------------------------------------------------------------ | ------------ | ------------------------------ |
| 1.  | Актюбинская область                                       | Актюбинск              | 10 марта 1932                                                                  | 298 700      | 720 000                        |
| 2.  | Алма-Атинская область                                     | Алма-Ата               | 10 марта 1932                                                                  | 105 100      | 2 032 000                      |
| 3.  | Восточно-Казахстанская область                            | Усть-Каменогорск       | 10 марта 1932                                                                  | 97 300       | 935 000                        |
| 4.  | Гурьевская область                                        | Гурьев                 | 15 января 1938                                                                 | 113 400      | 403 000                        |
| 5.  | Джамбульская область                                      | Джамбул                | 14 октября 1939                                                                | 144 200      | 1 016 000                      |
| 6.  | Джезказганская область                                    | Джезказган             | 20 марта 1973                                                                  | 313 400      | 477 000                        |
| 7.  | Карагандинская область                                    | Караганда              | 10 марта 1932                                                                  | 117 900      | 1 368 000                      |
| 8.  | Кзыл-Ординская область                                    | Кзыл-Орда              | 15 января 1938                                                                 | 228 100      | 625 000                        |
| 9.  | Кокчетавская область                                      | Кокчетав               | 16 марта 1944                                                                  | 78 100       | 652 000                        |
| 10. | Кустанайская область                                      | Кустанай               | 29 июля 1936                                                                   | 114 600      | 1 043 000                      |
| 11. | Мангышлакская область                                     | Шевченко               | 20 марта 1973 (расформирована в 1988; восстановлена в 1990)                    | 165 100      | 327 000                        |
| 12. | Павлодарская область                                      | Павлодар               | 15 января 1938                                                                 | 127 500      | 934 000                        |
| 13. | Северо-Казахстанская область                              | Петропавловск          | 29 июля 1936                                                                   | 44 300       | 606 000                        |
| 14. | Семипалатинская область                                   | Семипалатинск          | 14 октября 1939                                                                | 179 600      | 816 000                        |
| 15. | Талды-Курганская область                                  | Талды-Курган           | 16 марта 1944 (расформирована 6 июня 1959; восстановлена 23 декабря 1967)      | 118 500      | 709 000                        |
| 16. | Тургайская область                                        | Аркалык                | 23 ноября 1970 (расформирована 2 июня 1988; восстановлена в августе 1990)      | 111 900      | 322 000                        |
| 17. | Уральская область (до 3 мая 1962 — Западно-Казахстанская) | Уральск                | 10 марта 1932                                                                  | 151 200      | 620 000                        |
| 18. | Целиноградская область (до 26 декабря 1960 — Акмолинская) | Целиноград             | 14 октября 1939 (расформирована 26 декабря 1960; восстановлена 24 апреля 1961) | 92 100       | 859 000                        |
| 19. | Чимкентская область (до 3 мая 1962 — Южно-Казахстанская)  | Чимкент                | 10 марта 1932                                                                  | 116 300      | 1 780 000                      |

В начале 1960-х годов, в связи с планами освоения целины, на территории Казахской ССР были образованы края, объединявшие по несколько областей (с сохранением областной администрации). В 1964—1965 годах было принято решение отказаться от краевого деления.

- Западно-Казахстанский край (3 мая 1962 года — 1 декабря 1964 года), административный центр — Актюбинск
- Целинный край (26 декабря 1960 года — 19 октября 1965 года), административный центр — Целиноград
- Южно-Казахстанский край (3 мая 1962 года — 1 декабря 1964 года), административный центр — Чимкент

## Экономика
- Производство промышленной продукции по годам

### Экономика Казахской ССР во время и послеВеликой Отечественной войны
В первые месяцы Великой Отечественной войны из западных районов СССР в Казахскую ССР было эвакуировано около 150 крупных заводов и фабрик. В этот период строились Текелийский свинцово-цинковый комбинат, Березовский, Миргалимсайский и Байжансанский рудники, Казахский металлургический завод, Актюбинский завод ферросплавов, Джездинский марганцевый рудник.
В Карагандинском угольном бассейне скоростными методами были введены в эксплуатацию десятки новых шахт, а в Эмбе новые нефтяные месторождения. Республика давала фронту и тылу продукты, а оборонной промышленности ценное стратегическое сырьё: уголь и нефть, медь, свинец, хромит, марганец, вольфрам, молибден, цинк, кадмий, висмут и т. д.
После завершения Великой Отечественной войны трудящиеся республики вели строительство новых современных заводов, фабрик, рудников, участвовали в восстановлении пострадавших от войны районов СССР.
Сооружены новые тепловые и гидроэлектростанции. Построены крупные предприятия лёгкой и пищевой промышленности. За годы послевоенной семилетки в республике сложились новые экономические районы, появились новые города и рабочие посёлки, проложены сотни километров железных и шоссейных дорог. Объём промышленного производства удвоился, почти втрое выросли основные производственные фонды, вовлечены в эксплуатацию новые месторождения нефти, железных руд, цветных металлов, химического сырья, непрерывно росли основные отрасли промышленности. Особенно быстрыми темпами развивались машиностроение и энергетика, чёрная металлургия, промышленность строительных материалов, химия.
Производство железной руды увеличилось в 6,9 раза, стали в 4,2, меди рафинированной в 2,1, цемента в 4,9 раза. Резко возросло производство угля, серной кислоты, минеральных удобрений. В 2,3 раза увеличилась выработка электроэнергии.
По данным книги Д. А. Кунаева «От Сталина до Горбачёва» каждую пятилетку строилось почти 32 млн м² жилья.

## Население
Коренное население — казахи (4 161 000 чел., по переписи 1970 года).
В республике в 1970 году проживало значительное число русских (5 499 000 чел.), а также украинцев (930 000 чел.) — главным образом на целинных землях Северного, Восточного и Юго-Восточного Казахстана и в городах; татары (288 тыс. чел.), узбеки (208 тыс. чел.), белорусы (198 тыс. чел.), уйгуры (121 тыс. чел.) — в долинах верховьев реки Или; корейцы (82 тыс. чел.) — преимущественно в Алматинской и Кзыл-Ординской областях; дунгане (17 тыс. чел.) и др.
| год  | население (тыс. чел.) | в том числе городского | рождаемость (на тыс. чел.) |
| ---- | --------------------- | ---------------------- | -------------------------- |
| 1926 | 6025                  | 512                    | н.д.                       |
| 1940 | 6148                  | 1833                   | 40,8                       |
| 1959 | 9295                  | 4067                   | н.д.                       |
| 1970 | 13009                 | 6538                   | 23,4                       |

| Область                | Население | Казахи  | Русские | Украинцы | Немцы  | Татары | Узбеки | Уйгуры  | Белорусы | Азербайджанцы | Корейцы | Поляки | Турки |
| ---------------------- | --------- | ------- | ------- | -------- | ------ | ------ | ------ | ------- | -------- | ------------- | ------- | ------ | ----- |
| Актюбинская            | 732653    | 407222  | 173281  | 74547    | 31628  | 16924  | 754    |         | 4736     |               | 1350    |        |       |
| Уральская              | 629494    | 351123  | 216514  | 28092    | 4550   | 12703  | 353    |         | 5112     | 847           | 631     |        |       |
| Мангышлакская          | 324243    | 165043  | 106801  | 10159    | 1136   | 5193   | 937    |         | 1697     | 4568          | 816     |        |       |
| Гурьевская             | 424708    | 338998  | 63673   | 3749     | 1401   | 4913   |        |         | 1066     | 657           | 3000    |        |       |
| Кызылординская         | 644125    | 511976  | 86042   | 11497    | 2108   | 5934   | 3797   |         | 816      |               | 12182   |        |       |
| Чимкентская            | 1818323   | 1012265 | 278473  | 33033    | 44526  | 34615  | 285042 |         | 3488     | 27049         | 11430   | 20856* | 11051 |
| Джамбульская           | 1038667   | 507302  | 275424  | 33903    | 70150  | 16618  | 21512  | 23355** | 3986     | 11653         | 13360   |        | 17145 |
| Алма-Ата               | 1121395   | 252072  | 663251  | 45598    | 20117  | 27288  | 4996   | 40880   | 7459     | 5029          | 16073   |        |       |
| Алматинская            | 977373    | 406823  | 294236  | 18496    | 61277  | 9993   |        | 103704  | 4731     | 18313         | 4902    |        | 19146 |
| Талды-Курганская       | 716076    | 360453  | 235329  | 12186    | 35329  | 10032  |        | 30469   | 2061     |               | 13581   |        |       |
| Джезказганская         | 493601    | 227402  | 172272  | 29467    | 24179  | 10322  |        |         | 6795     |               | 4430    |        |       |
| Карагандинская         | 1347636   | 231782  | 703588  | 107098   | 143529 | 45481  |        |         | 30971    |               | 11541   |        |       |
| Восточно-Казахстанская | 931267    | 253706  | 613846  | 16186    | 22768  | 8908   |        |         | 4965     |               | 518     |        |       |
| Семипалатинская        | 834417    | 432763  | 300583  | 19503    | 44113  | 19063  |        |         | 4048     |               | 1035    |        |       |
| Кустанайская           | 1222705   | 279459  | 534715  | 177986   | 110397 | 27767  |        |         | 35356    |               | 4085    |        |       |
| Северо-Казахстанская   | 599696    | 111631  | 372263  | 38059    | 39293  | 15019  |        |         | 7704     |               | 496     | 6324   |       |
| Кокчетавская           | 662125    | 191275  | 261797  | 55575    | 81985  | 11509  |        |         | 17228    |               | 1000    | 25400  |       |
| Целиноградская         | 1006793   | 224809  | 447844  | 94455    | 123699 | 24318  |        |         | 28683    |               | 1961    |        |       |
| Павлодарская           | 942313    | 268512  | 427658  | 86651    | 95342  | 20152  |        |         | 12293    |               | 924     |        |       |
| Всего                  | 16464464  | 6434616 | 6227549 | 896240   | 957518 | 327982 | 332017 | 185301  | 182601   | 90083         | 103315  | 59956  | 49567 |

## В филателии

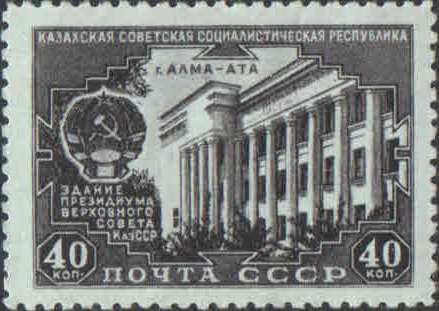
Почтовая марка, 1950. Президиум Верховного Совета КазССР
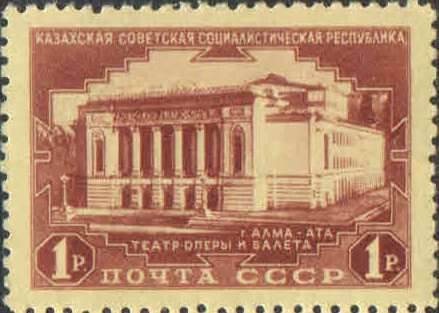
Почтовая марка, 1950 год. Театр оперы и балета
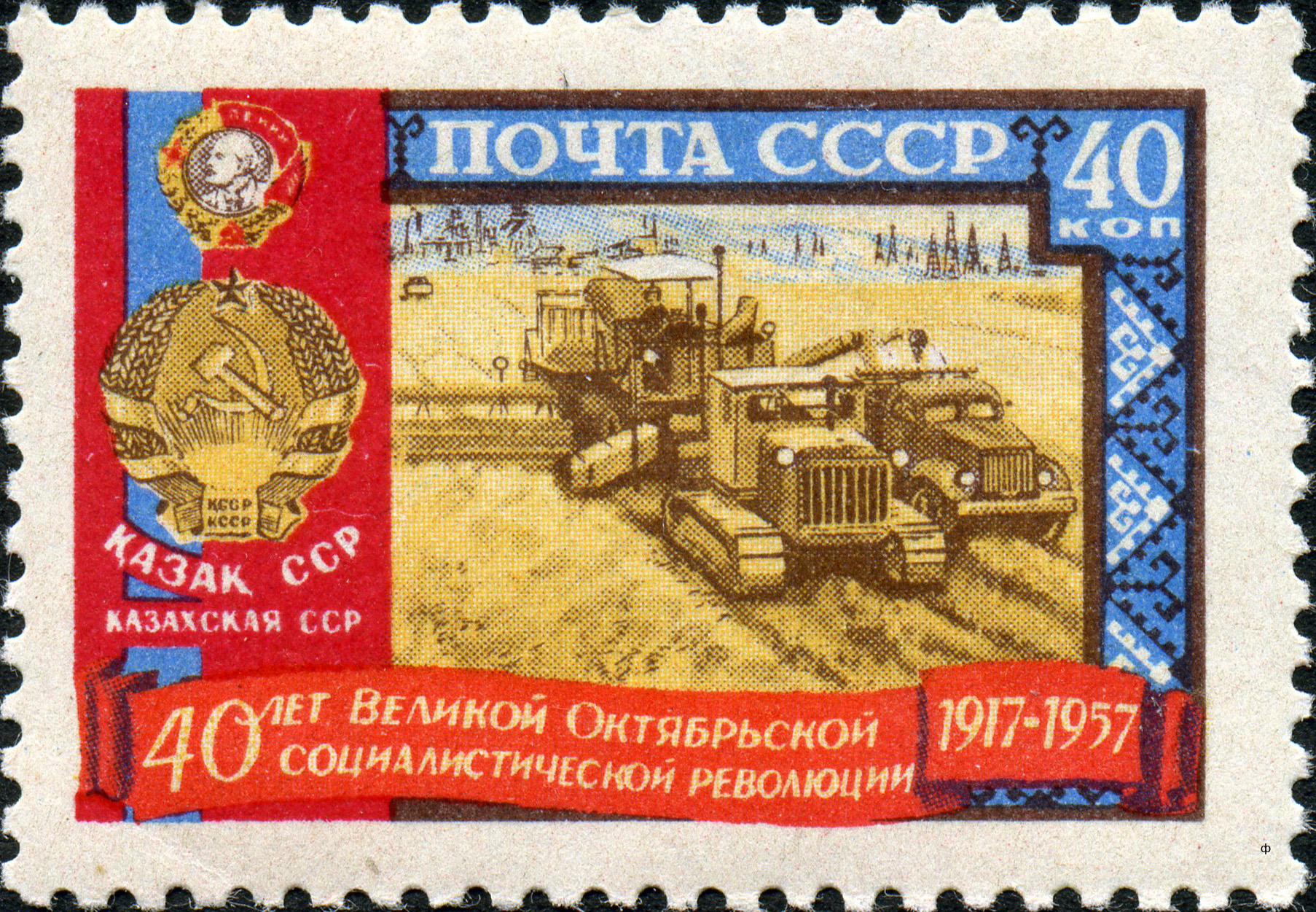
Почтовая марка СССР, 1957 год. 40 лет Октябрьской социалистической революции. Казахская ССР
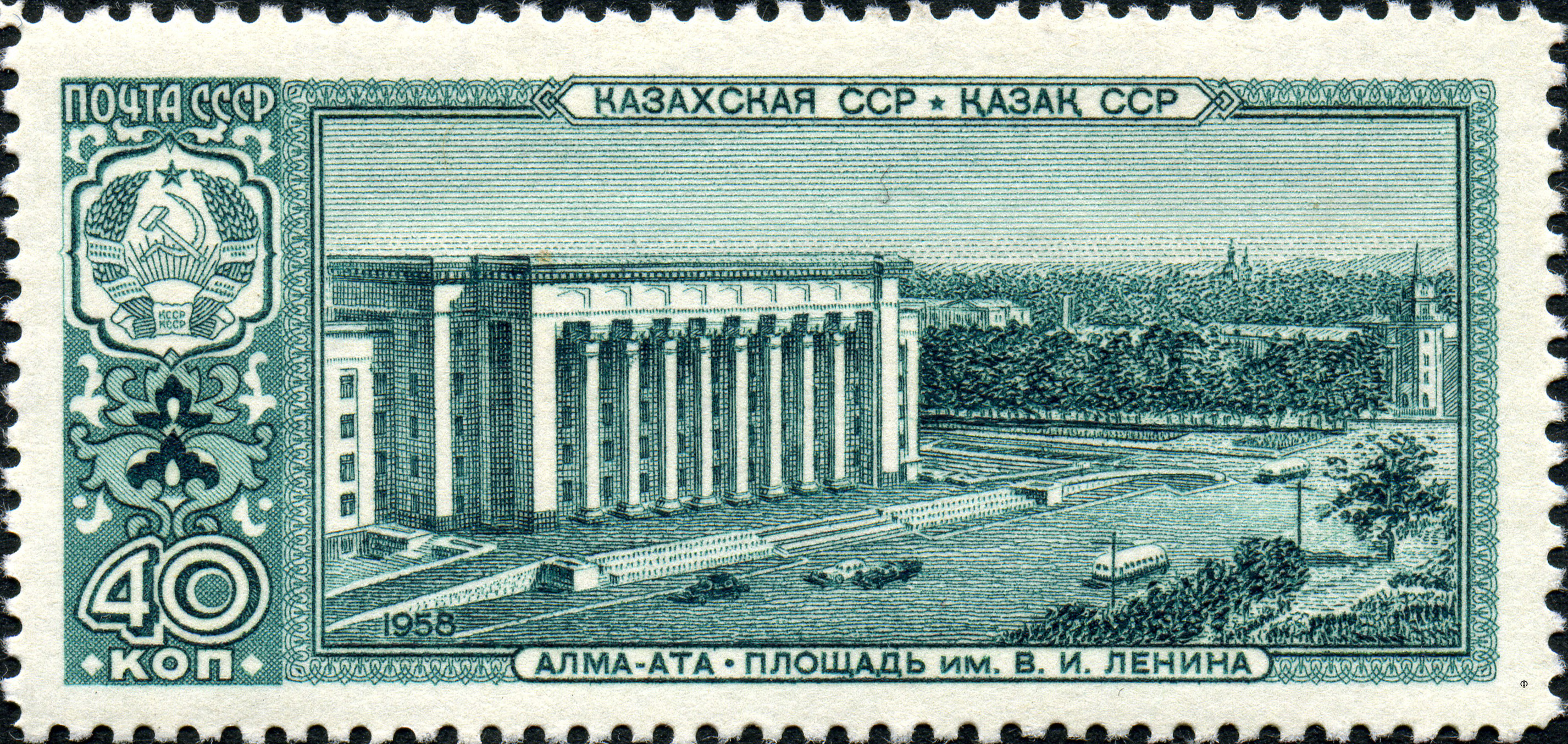
Почтовая марка 1958 год. Казахская ССР. Алма-Ата. Площадь им. Ленина
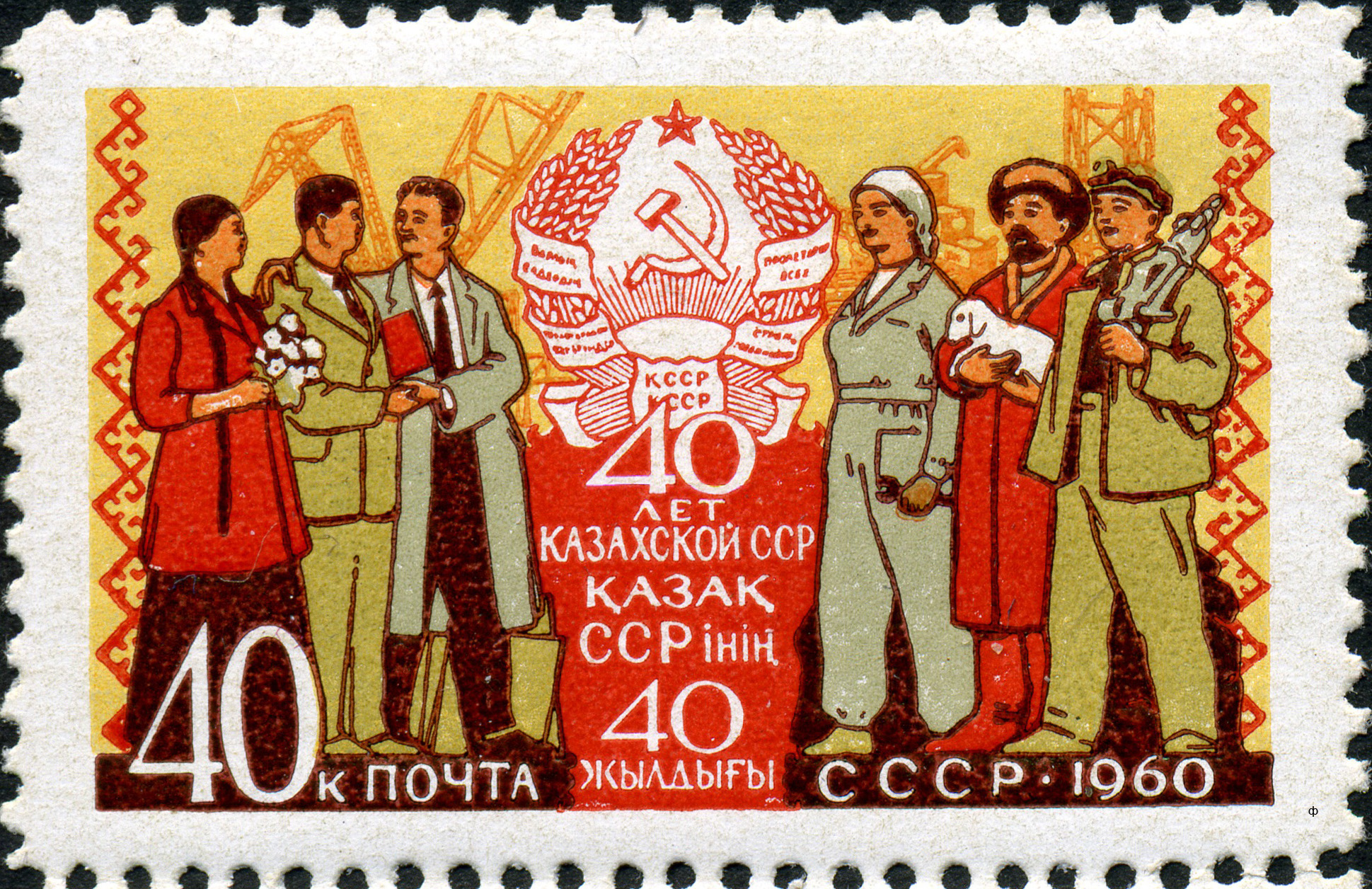
Почтовая марка СССР 1960 год. 40 лет Казахской ССР
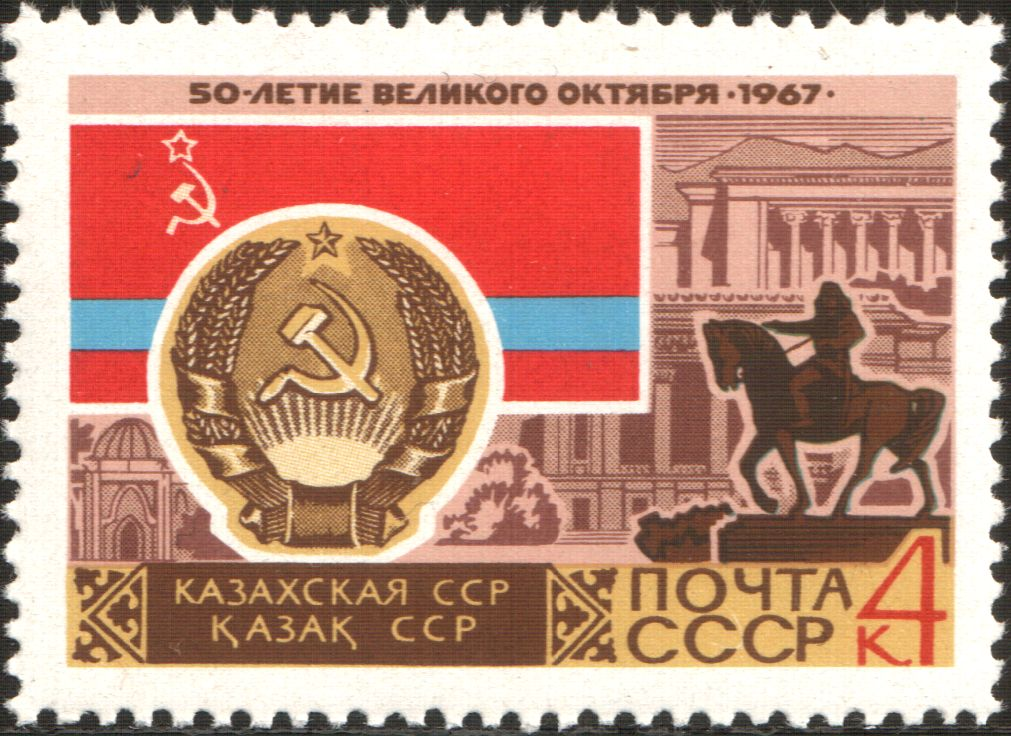
Казахская ССР. Алма-Ата. Художник: Н. Андреева / Ю. Левиновский. Марка СССР, номинал - 4коп.
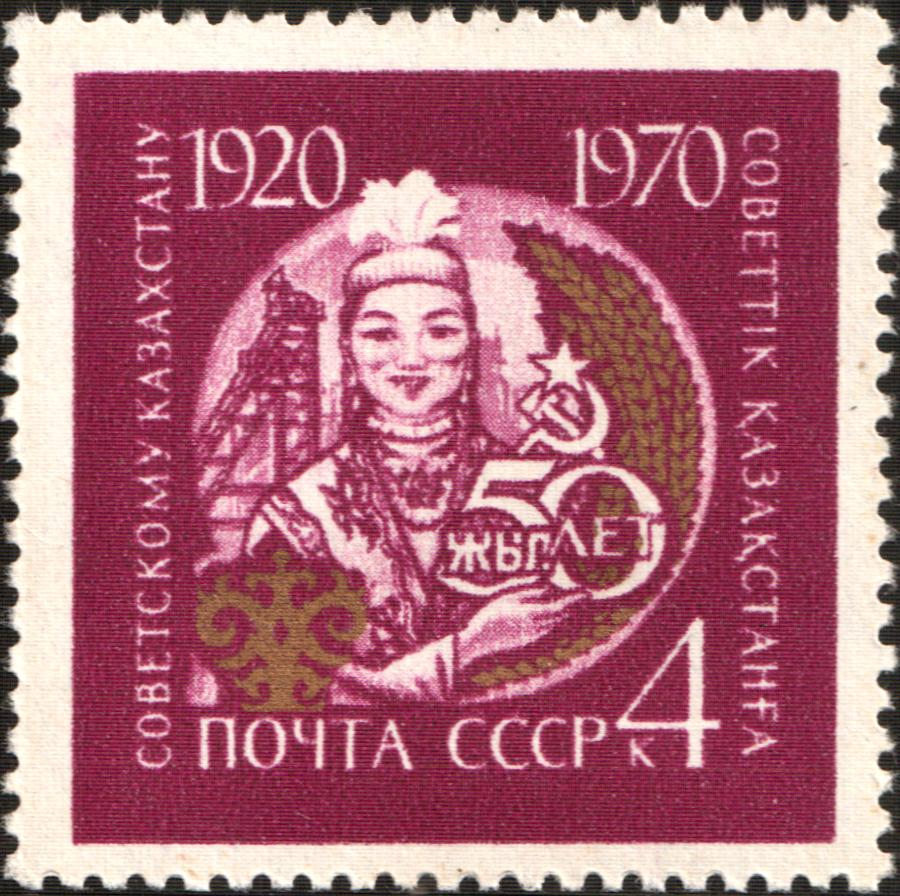
Почтовая марка, 1970 год
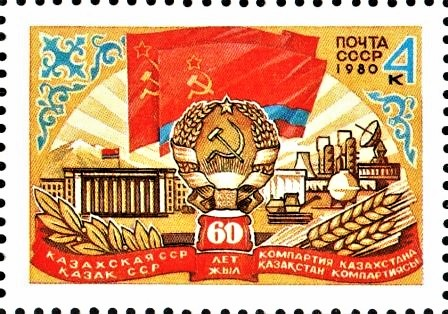
Почтовая марка, 1980 год. 60-летие Казахской ССР